# Jolina Amani
Joline Amani (26 de agosto de 1999) es una futbolista caboverdiana que juega como delantera en el club Eastern Flames de la Premier League femenina saudí. Es internacional absoluta con Cabo Verde desde 2025.

## Carrera en el club

### Excelsior
Jolina hizo su debut en la liga contra Achilles '29 el 8 de septiembre de 2017. Marcó su primer gol de liga contra el Alkmaar el 16 de marzo de 2018, anotando en el minuto 31.

### Benfica
Jolina fue anunciada en el Benfica el 17 de agosto de 2020.

### ADO Den Haag
Jolina fue anunciada en ADO Den Haag el 5 de septiembre de 2021. Hizo su debut en la liga contra el Alkmaar el 3 de septiembre de 2021. Jolina marcó su primer gol de liga contra el Excelsior el 10 de octubre de 2021, anotando en el minuto 62. Dejó ADO Den Haag en 2022.

## Carrera internacional
Nacida en los Países Bajos, Amani es de ascendencia congoleña y caboverdiana por parte de padre y madre, respectivamente.
Jolina fue convocada al campo de entrenamiento de la selección sub-19 de los Países Bajos en 2018, convirtiéndose en la primera jugadora del Excelsior Barendrecht en ser seleccionada para un equipo nacional. Hizo su debut con la selección sub-19 contra Italia sub-19 el 18 de julio de 2018.
En septiembre de 2023, Amani fue convocada a la selección nacional femenina de Cabo Verde. El 19 de febrero de 2025, su solicitud de cambiar su nacionalidad internacional a Cabo Verde fue aprobada por la FIFA. Seis días después, debutó con la selección nacional en una victoria por 4-1 en casa sobre Guinea.

## Vida personal
Amani nació en Rotterdam.